# Mike Deodato
Mike Deodato   (Campina Grande, 23 de maig de 1963), conegut alternativament com Mike Deodato Jr., és el pseudònim professional de l'autor de llibres de còmics brasiler Deodato Taumaturgo Borges Filho. Va treballar més de vint anys per la Marvel Comics i és fill del dibuixant Deodato Borges.

## Carrera

### Brasil
Deodato va seguir les passes del seu pare, qui fou el creador del còmic As Aventuras do Flama en la dècada del 1960. Amb 15 anys va començar a publicar un fanzín amb les històries de Ninja, que duia textos de José Augusto. Als anys 80 col·labora regularment en diversos diaris del seu estat natal, Paraíba, i crea amb el seu pare el personatge Carcará.
El dibuixant va participar en el XIII Festival del Còmic d'Angulema (1986). Gràcies a això, va començar a publicar a Europa (Bèlgica, França i Portugal) i va rebre la oportunitat de traslladar-se als Estats Units.

### Estats Units
Una de les primeres feines de Deodato als Estats Units va ser una adaptació al còmic de la sèrie de televisió Beauty and the Beast. Deodato va fer-se famós en la indústria del còmic estatunidenc pel seu treball amb l'escriptor William Messner-Loebs en Wonder Woman, sent els creadors del personatge d'Artemis de Bana-Mighdall. Després va col·laborar amb Warren Ellis en els dibuixos de Thor i, més tard, va dibuixar els llibres de Glory per a Rob Liefeld, d'Image Comics.
Si, fins a mitjans dels anys 90, l'estil de Deodato evocava al de Jim Lee, a partir de llavors va evolucionar cap a un més simplificat, foto-realista i modern. La seva primera feina amb això aquesta nova identitat artística nova fou L’increïble Hulk, escrit per Bruce Jones. A continuació va treballar en la sèrie derivada del Doctor Strange titulada Witches. També va convertir-se en col·laborador habitual en les històries de The Amazing Spider-Man, Els Venjadors i Thunderbolts. A finals dels anys 2000, Deodato va participar en diverses sagues de la franquicia dels Venjadors (Dark Avengers, Secret Avengers), passant en 2012 a ser-ne dibuixant principal (The Avengers i The New Avengers).

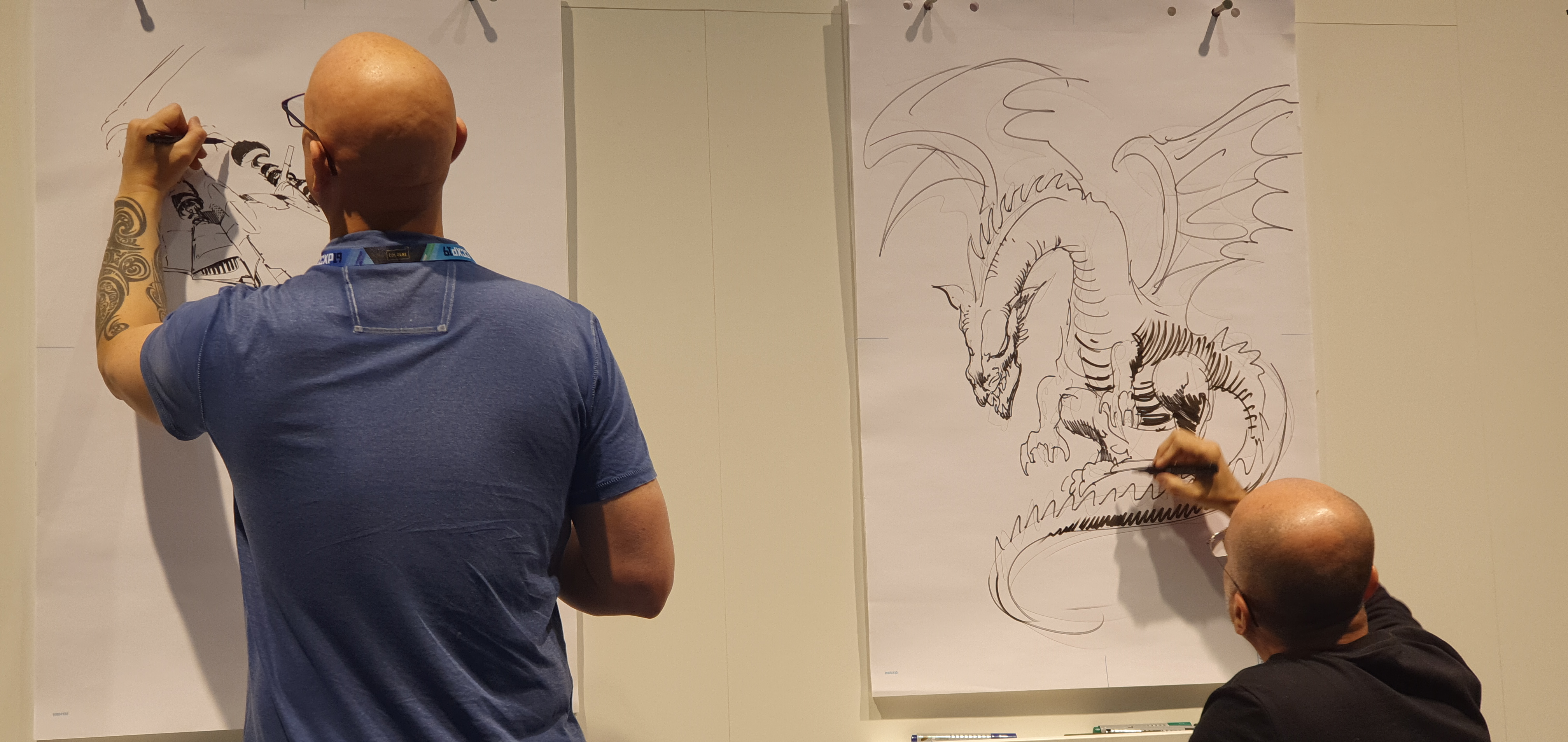
Mike Deodato (dreta) en una demostració de dibuix ràpid amb David Finch (2019).

Entre 2014 i 2019, Deodato Jr. va treballar amb Jason Aaron en Original Sin, amb Charles Soule en Astonishing X-Men, amb Gerry Duggan en Infinity Wars i va concloure la seva llarga relació amb Marvel amb Savage Avengers.
El març de 2020 va iniciar la sèrie de còmics The Resistance, amb textos de J. Michael Straczynski, publicats amb l'editorial Upshot imprint.

#### Pseudònim
Quan havia de publicar el seu primer treball als Estats Units, l'editorial va opinar que el públic podria rebutjar una obra d'un autor llatí i va proposar-li afegir "Mike" de primer nom.

## Obra

### Dark Horse Comics
- Lady Death vs. Vampirella
- Star Wars Tales 7
- Xena #9–14

### DC Comics
| - Batgirl Annual #1 (2000) - Batman #570 (1999) - Batman 80-Page Giant #3 (2000) - Batman: Shadow of the Bat #87 (1999) | - Detective Comics #736 (1999) - Legends of the DC Universe (Wonder Woman) #4–5 (1998) - Wonder Woman vol. 2 #0, 85, 90–100 (1994–1995) |

### Image Comics
- Glory #1–10 (1995–1996)
- Jade Warriors #1–3 (1999–2000)
- WildC.A.T.s #47 (1998)

### Marvel Comics
| - Amazing Spider-Man (Spider-Man) #509–528; (Harry Osborn) #546 (2004–2008) - Astonishing X-Men vol. 4 #2 (2017) - Avengers #380–382, 384–385, 387–388, 390–391, 393–395, 397–402 (1994–1996) - Avengers vol. 4 #34 (2010) - Avengers vol. 5 #9–13, 24, 37, 39, 41 (2013–2015) - Avengers: The Crossing (1995) - BrooklyKnight #1 (2012) - Captain America #616–617 (2011) - Dark Avengers #1–6, 9–16 (2009–2010) - Dark Avengers/Uncanny X-Men: Exodus (2009) - Dream Police (2005) - Elektra #1–19 (1996–1998); #-1 (1997, Flashback issue) - Guardians of Knowhere #1–4 (2015) - Incredible Hulk vol. 1 #447–453 (1996–1997) - Incredible Hulk vol. 2 #50–54, 60–65, 70–72 (2003–2004) - Incredible Hulk: Hercules Unleashed (1996) - The Invincible Iron Man vol. 3 #6–14 (2016) - Infinity Countdown #1–5 (2018) - Infinity Countdown Prime #1 (2018) - Infinity Wars #1–6 (2018) - Infinity Wars Prime #1 (2018) - Journey into Mystery #503–506, 508–511 (1996–1997) - Moon Knight vol. 2 #20 (2008) - New Avengers #17–20 (2006) | - New Avengers vol. 2 #9–30, 34 (2010–2012) - New Avengers vol. 3 #7–12, 28, 32–33 (2013–2015) - New Avengers Finale (2010) - Old Man Logan #25–33 (2017) - Original Sin #1–8 (2014) - Punisher War Journal vol. 2 #4 (2007) - Savage Avengers #1–5 (2019) - Secret Avengers #1–4, 6–10, 12 (2010–2011) - Spider-Man Unlimited #21–22 (1998) - Star Wars vol. 2 #13–14 (2015) - Star Wars: Vader Down #1 (2015) - Thanos vol. 2 #1–6 (2016–2017) - The Mighty Thor vol. 1 #491–502 (1995) - Thunderbolts #110–121 (2007–2008) - Thunderbolts Prelude (1997) - Tigra #1–4 (2002) - Ultimates Annual #2 (2006) - Witches #1–4 (2004) - Wolverine vol. 2 Annual #2 (2008) - Wolverine: Origins #28–30 (2008–2009) - X-Men: Legacy #212 (2008) - X-Men: Original Sin one-shot (2008) - X-Men Unlimited #32 (2001) - X.S.E., miniseries, #1–4 (1996–1997) |

### Altres editores
| - Beauty and the Beast (Innovation) - The Cartoon Art of Mike Deodato, Jr. (Red Giant Entertainment) - Death Kiss (Maximum Press) - Lady Death #5–8 (Chaos!) - Lady Death vs. Vampirella: Uncommon Ground (Chaos!) - Lost in Space (Innovation) - Mack Bolan: The Executioner (Innovation) | - Mike Deodato's Comics & Stories Summer 2014 (Red Giant Entertainment) - Mike Deodato's Jade Warriors 2014 (Red Giant Entertainment) - Mike Deodato Jr's Sketchbook (2014) (Red Giant Entertainment) - Purgatori (Chaos!) - Quantum Leap (Innovation) - Samuree vol. 2 #3 (Continuity) - Turok (Valiant) |

### Portades
- A+X #1 (Marvel, 2012)
- Astonishing X-Men #8 (Marvel, 2017–)
- Darth Vader Annual #2 (Marvel, 2017–)
- Marvel Legacy #1 (Variant Cover Only Marvel 2016)
- Prowler#10 (2016)

## Premis
Al Brasil, Deodato Jr. ha sigut guardonat amb el Trofeu HQ Mix de 1996 al millor dibuixant nacional i amb el premi Angelo Agostini al millor autor nacional de 2009.